# 상고한어

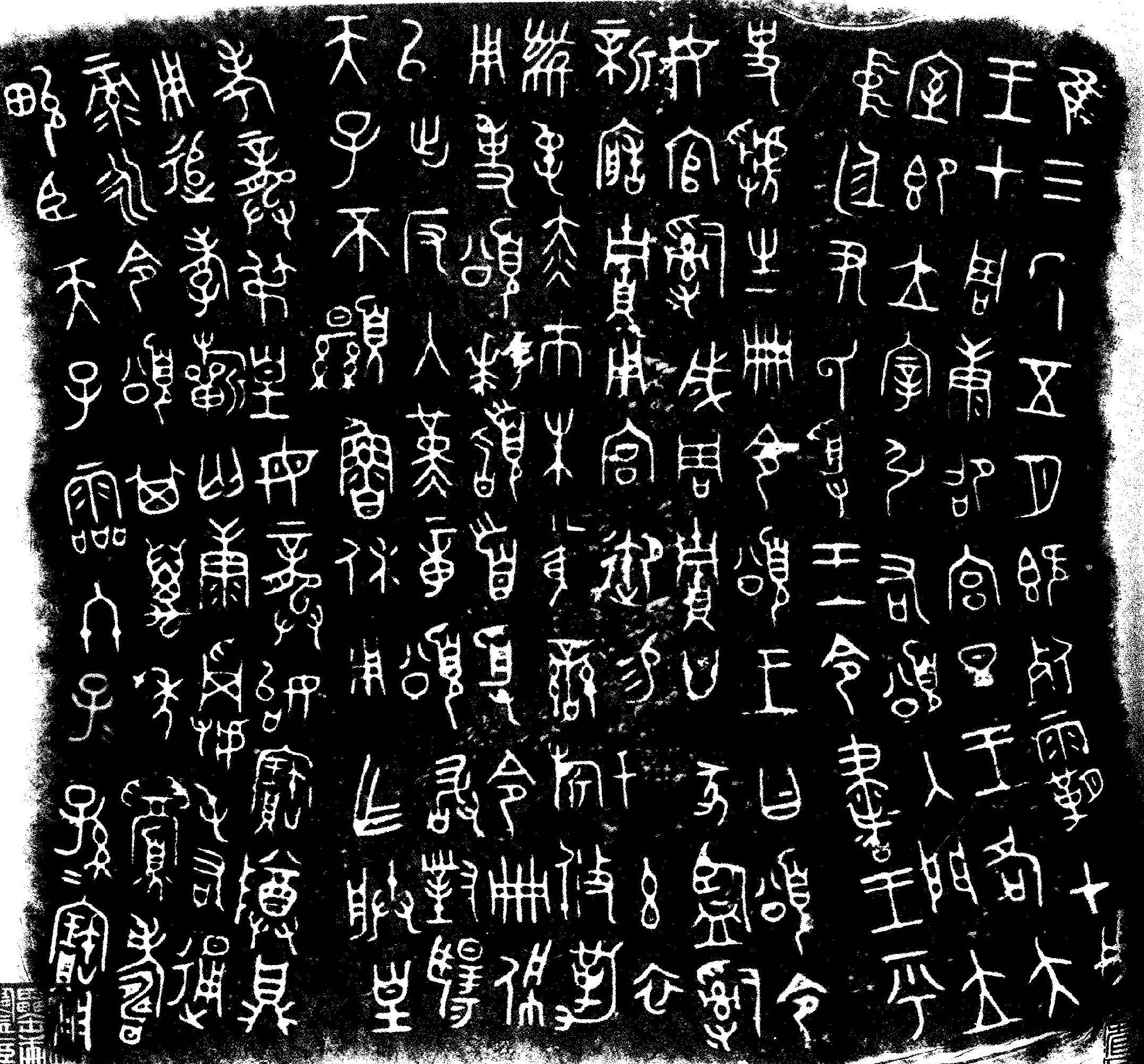

상고한어(중국어: 上古漢語) 또는 고대 중국어(古代中國語, 영어: Old Chinese)는 상나라부터 삼국 시대 말기까지 사용된 중국어를 가리킨다.

## 역사
상고한어는 중국티베트어족의 조어에서 갈라져나온 고대 언어로 본다. 기원전 13세기부터 기원후 3세기까지 사용되었으며, 오늘날 한자의 고형인 갑골 문자로 표기되었다. 가장 초기의 중국어 사례는 기원전 1250년경 상나라 말기부터 시작된 갑골 문자의 점복 비문이다. 이후 주나라 동안에는 금문이 풍부해졌다. 주나라 후기에는 논어, 맹자, 춘추좌씨전과 같은 고전 문학 작품들이 번성했다. 이 작품들은 20세기 초까지 서면 표준으로 남아 있었던 한문의 모델이 되어 상고한어 후기의 어휘와 문법을 보존했다.
조상 언어가 같을 것으로 추정되는 고대 티베트어 등과 상고한어를 자주 비교하는데, 히말라야산맥으로 둘러싸인 곳에서 살아온 고대 티베트인의 티베트어와는 다르게 상고한어에는 타 어족의 언어로부터 차용한 어휘도 비교적 많이 존재한다.

## 분류
중고 한어와 그 남쪽 이웃 언어인 크라다이어족, 몽몐어족, 오스트로아시아어족의 비엣어파는 유사한 성조 체계, 음절 구조, 문법적 특징, 굴절 부재를 가지고 있지만, 이는 공통 조상보다는 확산에 의해 퍼진 지역적 특징으로 여겨진다.
가장 널리 받아들여지는 가설은 중국어가 버마어, 티베트어 및 히말라야산맥과 동남아시아 산괴에서 사용되는 많은 다른 언어들과 함께 중국티베트어족에 속한다는 것이다.
증거는 다음과 같은 수백 개의 제안된 동계어를 포함한다.
| 의미     | 상고한어   | 고대 티베트어 | 고대 버마어    |
| -------- | ---------- | ------------- | -------------- |
| '나'     | 吾 *ŋa     | ṅa            | ṅā             |
| '너'     | 汝 *njaʔ   |               | naṅ            |
| '아니다' | 無 *mja    | ma            | ma             |
| '둘'     | 二 *njijs  | gñis          | nhac < *nhik   |
| '셋'     | 三 *sum    | gsum          | sumḥ           |
| '다섯'   | 五 *ŋaʔ    | lṅa           | ṅāḥ            |
| '여섯'   | 六 *C-rjuk | drug          | khrok < *khruk |
| '해'     | 日 *njit   | ñi-ma         | niy            |
| '이름'   | 名 *mjeŋ   | myiṅ < *myeŋ  | maññ < *miŋ    |
| '귀'     | 耳 *njəʔ   | rna           | nāḥ            |
| '관절'   | 節 *tsik   | tshigs        | chac < *chik   |
| '물고기' | 魚 *ŋja    | ña < *ṅʲa     | ṅāḥ            |
| '쓰다'   | 苦 *kʰaʔ   | kha           | khāḥ           |
| '죽이다' | 殺 *srjat  | -sad          | sat            |
| '독'     | 毒 *duk    | dug           | tok < *tuk     |

이 관계는 19세기 초에 처음 제안되었고 현재는 널리 받아들여지고 있지만, 중국티베트어족의 재구성은 인도유럽어족이나 오스트로네시아어족과 같은 어족에 비해 훨씬 덜 발전되어 있다.
상고한어가 이 어족에서 가장 일찍 증명된 구성원이지만, 그 표어적 문자는 단어의 발음을 명확하게 나타내지 않는다.
다른 어려움으로는 언어의 큰 다양성, 많은 언어에서 굴절의 부재, 그리고 언어 접촉의 영향 등이 있다.
또한, 많은 소수 언어들은 접근하기 어려운 산악 지역, 특히 여러 민감한 국경 지대에서 사용되기 때문에 잘 기술되어 있지 않다.
초기 자음은 일반적으로 조음 위치와 조음 방법에 관해 일치하지만, 유성음과 유기음은 훨씬 불규칙하며, 접두사 요소는 언어마다 크게 다르다. 일부 연구자들은 이 두 현상이 모두 사라진 부음절을 반영한다고 믿는다. 베네딕트와 마티소프가 재구성한 원시티베트버마어는 초기 파열음과 파찰음에서 유기음 구별이 없다. 상고한어의 유기음은 종종 티베트어와 롤로버마어의 전두 자음에 해당하며, 이전 접두사에서 발생한 중국어 혁신으로 여겨진다. 원시 중국티베트어는 상고한어의 최근 재구성과 마찬가지로 6모음 체계로 재구성되며, 티베트버마어파는 중설중모음 *-ə-와 *-a-의 합류로 구별된다. 다른 모음들은 둘 다 보존되며, *-e-와 *-i- 사이, 그리고 *-o-와 *-u- 사이에는 일부 교체가 있었다.

## 문자

소의 어깨뼈에 새겨진 상나라 갑골 문자

이 문자의 각 글자는 하나의 상고한어 형태소를 나타냈으며, 원래는 단어와 동일했다. 대부분의 학자들은 이 단어들이 단음절이었다고 믿는다. 윌리엄 백스터와 로랑 사가르는 일부 단어가 현대 크메르어처럼 부음절 뒤에 완전한 음절이 오는 형태로 구성되었지만, 여전히 하나의 글자로 쓰였다고 제안한다. 언어의 단어를 나타내기 위한 글자의 발전은 신성문자, 메소포타미아의 쐐기 문자, 마야 문자의 특징을 이룬 세 단계와 동일하다.
일부 단어는 日 rì '해', 人 rén '사람', 木 mù '나무, 목재'와 같은 그림(나중에 양식화됨), 三 sān '셋', 上 shàng '위'와 같은 추상적인 기호, 또는 林 lín '숲' (두 그루의 나무)과 같은 복합 기호로 표현될 수 있었다.
갑골 문자 약 1,000자, 즉 전체의 거의 4분의 1이 이 유형에 속하지만, 그 중 300자는 아직 해독되지 않았다.
이러한 글자의 상형문자적 기원은 명백하지만, 이미 광범위한 단순화와 관습화 과정을 거쳤다.
이러한 글자의 진화된 형태는 오늘날에도 흔히 사용된다.
다음으로, 추상적인 용어와 불변화사와 같이 그림으로 표현할 수 없는 단어는 유사한 소리를 가진 단어를 나타내는 그림적 기원의 글자를 빌려와서 (즉, "레부스 전략"을 사용하여) 표현되었다.
- '떨다'를 의미하는 단어 lì는 원래 '밤나무'를 의미하는 lì의 글자 栗로 쓰였다.[49]
- 대명사와 양태 불변화사 qí는 원래 '키'를 의미하는 jī의 글자 其로 쓰였다.[50]

때로는 빌려온 글자를 원본과 구별하기 위해 약간 수정하기도 했는데, '어머니'를 의미하는 母 mǔ를 빌려와 '하지 마라'를 의미하는 毋 wú와 같이 사용했다.
나중에는 음차를 의미적 지표를 추가하여 체계적으로 명확히 했는데, 보통 덜 일반적인 단어에 추가했다.
- '떨다'를 의미하는 단어 lì는 나중에 글자 慄로 쓰였는데, 이는 '마음'을 의미하는 心 xīn의 변형인 忄 기호를 추가하여 만들어졌다.[49]
- 덜 일반적인 원래 단어 '키'를 의미하는 jī는 글자에 '대나무'를 의미하는 竹 zhú 기호를 추가하여 얻은 복합 글자 箕로 쓰이게 되었다.[50]

이러한 형성 문자는 이미 갑골문에 광범위하게 사용되었으며, 그 이후로 만들어진 대부분의 글자들이 이 유형에 속한다.
2세기에 편찬된 사전인 설문해자에서는 9,353자 중 82%가 형성 문자로 분류된다.
상고한어 음운론에 대한 현대적 이해에 비추어 볼 때, 연구자들은 이제 대부분의 글자들이 원래 회화 문자로 분류되었지만 음성적인 성격도 가지고 있다고 믿는다.

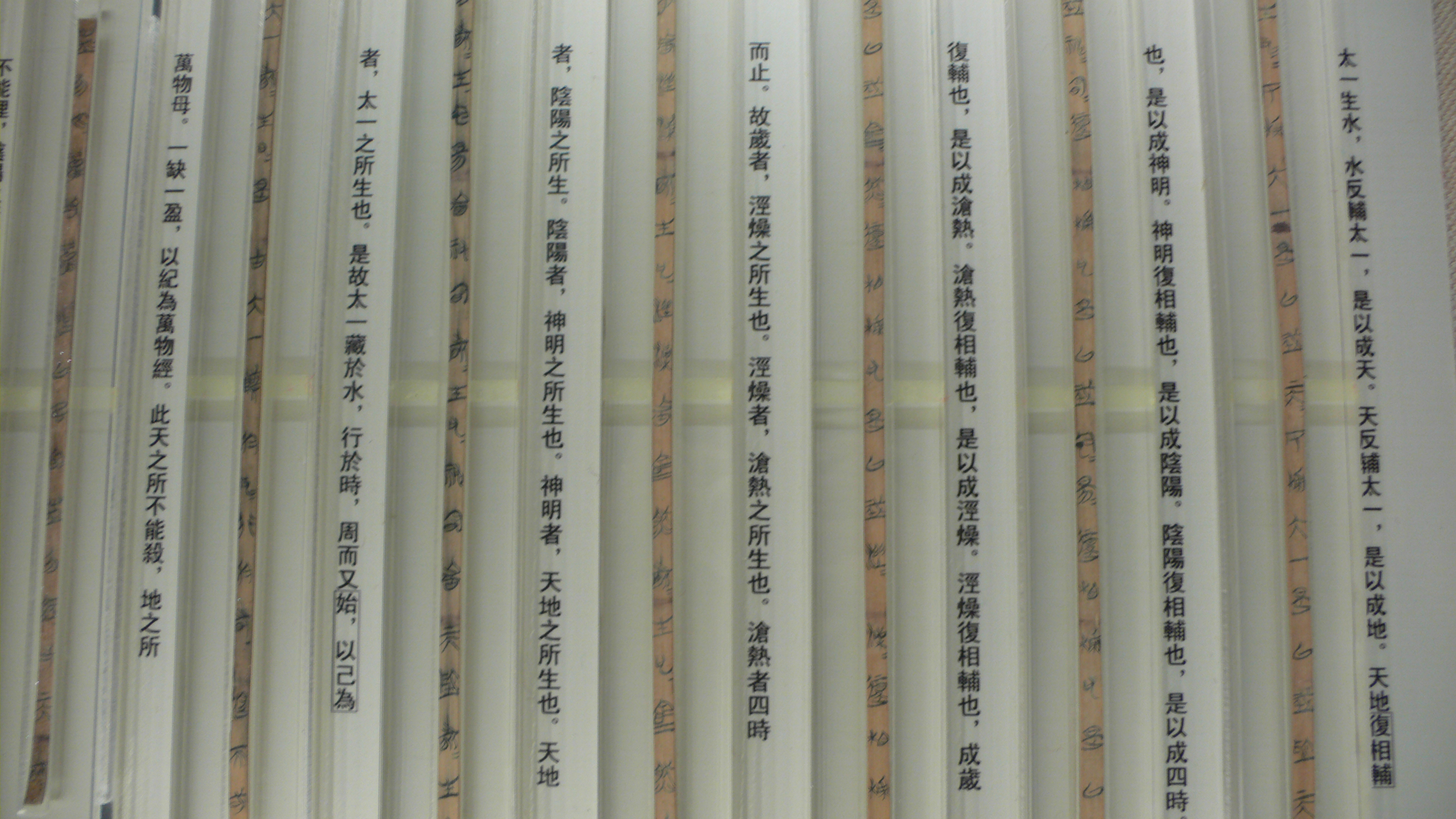
곽점 초간 (기원전 약 300년)과 현대 문자로 옮겨 적은 내용

이러한 발전은 이미 갑골문에서 나타났으며, 현존하는 비문 이전에 상당한 발전 기간이 있었음을 시사할 수 있다.
이는 갑골문에 '기록'을 의미하는 글자 冊 cè가 나타나는 것으로 보아, 부패하기 쉬운 재료에 쓰는 것이 관련되었을 수 있다.
이 글자는 나중에 고고학적 발굴에서 발견된 필기 재료인 가죽 끈으로 묶인 대나무 또는 나무 조각을 묘사하는 것으로 여겨진다.
문자의 발전과 단순화는 전고전기와 고전기에 걸쳐 계속되었으며, 글자는 그림적 성격이 줄어들고 선형적이고 규칙적으로 변했으며, 둥근 획은 날카로운 각도로 대체되었다.
언어는 합성어를 발전시켰지만, 거의 모든 구성 형태소는 독립적인 단어로도 사용될 수 있었다.
또한 두 개 이상의 음절로 이루어진 수백 개의 형태소가 언어에 들어왔으며, 음절당 하나의 형성 문자로 쓰였다.
전국 시대 동안 글쓰기가 더욱 확산되면서 특히 동부 지역에서는 더욱 단순화되고 다양해졌다.
가장 보수적인 문자는 서부 진 주에 퍼져 있었는데, 진은 나중에 중국 전체에 그 표준을 부과하게 된다.

## 음운
상고한어 음운론은 텍스트 자료를 활용하는 독특한 방법으로 재구성되었다.
시작점은 그 당시의 텍스트에서 발견되는 각 글자의 발음을 정확하지만 추상적인 음운론적 체계 내에서 분류한 절운 사전(서기 601년)이다.
학자들은 이러한 중고 한어 범주를 현대 중국어의 방언들, 한월어 발음, 그리고 음역과 비교하여 음성 값을 할당하려고 노력했다.
다음으로, 시경(기원전 1천년 초)의 운율 관습과 일부는 약간 더 오래된 한자의 공유된 음성 구성 요소를 절운 범주와 비교하여 상고한어의 음운론이 재구성된다.
최근의 노력들은 이 방법을 상고한어 파생 형태론, 절운에는 없는 구별을 보존하는 민어 및 와샹어와 같은 중국어 방언, 그리고 초기 음역 및 차용어로부터 얻은 증거로 보완했다.
많은 세부 사항이 여전히 논쟁 중이지만, 최근의 이론들은 핵심적인 문제에 대해서는 실질적으로 일치한다.
예를 들어, 리팡구이와 윌리엄 백스터가 인정한 상고한어의 초성 자음은 다음과 같으며, 백스터의 (대부분 잠정적인) 추가 사항은 괄호 안에 표시되어 있다.
|                    |        | 순음 | 설단음 | 설단음 | 구개음 | 연구개음 | 연구개음 | 후두음 | 후두음 |
| 일반               | 치찰음 | 순음 | 일반   | 순음화 | 구개음 | 일반     | 순음화   |        |        |
| ------------------ | ------ | ---- | ------ | ------ | ------ | -------- | -------- | ------ | ------ |
| 파열음 또는 파찰음 | 무성음 | *p   | *t     | *ts    |        | *k       | *kʷ      | *ʔ     | *ʔʷ    |
| 파열음 또는 파찰음 | 유기음 | *pʰ  | *tʰ    | *tsʰ   |        | *kʰ      | *kʷʰ     |        |        |
| 파열음 또는 파찰음 | 유성음 | *b   | *d     | *dz    |        | *ɡ       | *ɡʷ      |        |        |
| 비음               | 무성   | *m̥   | *n̥     |        |        | *ŋ̊       | *ŋ̊ʷ      |        |        |
| 비음               | 유성   | *m   | *n     |        |        | *ŋ       | *ŋʷ      |        |        |
| 설측음             | 무성   |      | *l̥     |        |        |          |          |        |        |
| 설측음             | 유성   |      | *l     |        |        |          |          |        |        |
| 마찰음 또는 접근음 | 무성   |      | (*r̥)   | *s     | (*j̊)   |          |          | *h     | *hʷ    |
| 마찰음 또는 접근음 | 유성   |      | *r     | (*z)   | (*j)   |          |          | (*ɦ)   | (*w)   |

다양한 초기 군집이 제안되었는데, 특히 다른 자음과 *s-의 군집이 그러하지만, 이 영역은 여전히 불확실하다.
베른하르드 칼그렌과 많은 후대 학자들은 중고 한어의 권설음과 구개음 장애음, 그리고 그 모음 대조를 설명하기 위해 중세음 *-r-, *-j- 및 그 조합인 *-rj-를 가정했다.
*-r-는 일반적으로 받아들여진다. 그러나 *-j-로 표시되는 구별은 보편적으로 받아들여지지만, 그 실현이 구개 접근음으로 이루어졌다는 것에 대해 여러 가지 근거로 이의가 제기되었고, 최근의 재구성에서는 다양한 다른 실현이 사용되었다.
1980년대 이후의 재구성에서는 일반적으로 6개의 모음을 제안한다.
| *i | *ə | *u |
| *e | *a | *o |

모음 뒤에는 중고 한어와 동일한 종성이 선택적으로 올 수 있었다: 활음 *-j 또는 *-w, 비음 *-m, *-n 또는 *-ŋ, 또는 파열음 *-p, *-t 또는 *-k. 일부 학자들은 또한 양순연구개 종성 *-kʷ를 허용한다.
대부분의 학자들은 이제 상고한어에 후기 단계에서 나타나는 성조는 없었지만, 선택적인 후종성 *-ʔ와 *-s가 있었고, 이들이 각각 중고 한어의 상성(rising tone)과 거성(departing tone)으로 발전했다고 믿는다.

#### 운부(韻部)
상고음의 운모 체계는 학자에 따라서 다르다. 먼저 아래와 같이 왕력(王力)의 상고음 운모 체계는 총 30개 운부로 구성되어 있다. 그 중에서 동부(冬部)는 춘추시대에서 침부(侵部)에 속했으며, 전국시대에 이르러 침부(侵部)에서 분립된 것으로 보고 있다.
| 음성      | 음성    | 입성    | 입성    | 양성    | 양성    |
| --------- | ------- | ------- | ------- | ------- | ------- |
| 운미 없음 | 之部 ə  | 운미 -k | 職部 ək | 운미 -ŋ | 蒸部 əŋ |
| 운미 없음 | 支部 e  | 운미 -k | 錫部 ek | 운미 -ŋ | 耕部 eŋ |
| 운미 없음 | 魚部 a  | 운미 -k | 鐸部 ak | 운미 -ŋ | 陽部 aŋ |
| 운미 없음 | 侯部 ɔ  | 운미 -k | 屋部 ɔk | 운미 -ŋ | 東部 ɔŋ |
| 운미 없음 | 宵部 o  | 운미 -k | 沃部 ok | 운미 -ŋ | -       |
| 운미 없음 | 幽部 u  | 운미 -k | 覺部 uk | 운미 -ŋ | 冬部 uŋ |
| 운미 -i   | 微部 əi | 운미 -t | 物部 ət | 운미 -n | 文部 ən |
| 운미 -i   | 脂部 ei | 운미 -t | 質部 et | 운미 -n | 眞部 en |
| 운미 -i   | 歌部 ai | 운미 -t | 月部 at | 운미 -n | 元部 an |
| -         | -       | 운미 -p | 緝部 əp | 운미 -m | 侵部 əm |
| -         | -       | 운미 -p | 盍部 ap | 운미 -m | 談部 am |

하지만 최근에 정장상방, 판오운, 백스터를 비롯한 학자들은 6모음설을 주장하고 있으며, 왕력의 음운체계와 차이가 크다. 그 중에서 정장상방의 음운체계는 아래 표와 같이 상정할 수 있다.
|   | -0  | -g  | -gs/h | -ŋ  | -w/u | -wɢ | -wɢs/h | -b  | -bs/-s | -m  | -l/-i | -d  | -ds/-s | -n  |
| a | 魚  | 鐸1 | 鐸2   | 陽  | 宵1  | 藥1 | 藥4    | 盍1 | 盍4    | 談1 | 歌1   | 月1 | 月4    | 元1 |
| e | 支  | 錫1 | 錫2   | 耕  | 宵2  | 藥2 | 藥5    | 盍2 | 盍5    | 談2 | 歌2   | 月2 | 月5    | 元2 |
| o | 侯  | 屋1 | 屋2   | 東  | 宵3  | 藥3 | 藥6    | 盍3 | 盍6    | 談3 | 歌3   | 月3 | 月6    | 元3 |
| ɯ | 之  | 職1 | 職2   | 蒸  | 幽2  | 覺2 | 覺5    | 緝1 | 緝4    | 侵1 | 微1   | 物1 | 物3    | 文1 |
| i | 脂2 | 質2 | 質4   | 眞2 | 幽3  | 覺3 | 覺6    | 緝2 | 緝5    | 侵3 | 脂1   | 質1 | 質3    | 眞1 |
| u | 幽1 | 覺1 | 覺4   | 終  | x    | x   | x      | 緝3 | 緝6    | 侵2 | 微2   | 物2 | 物4    | 文2 |

## 문법
갑골 문자와 전고전 시대의 언어 문법에 대해서는 알려진 바가 거의 없다. 이 시기의 텍스트는 종종 의례적 또는 정형화된 성격을 띠며, 어휘의 대부분이 해독되지 않았기 때문이다. 대조적으로, 전국 시대의 풍부한 문학은 광범위하게 분석되었다. 굴절이 없는 상고한어는 어순, 불변화사, 그리고 본질적인 품사에 크게 의존했다.

### 품사
상고한어 단어를 분류하는 것은 항상 간단하지 않다. 단어가 기능별로 표시되지 않았고, 품사가 중첩되었으며, 한 품사의 단어가 때로는 다른 품사에 보통 할당되는 역할로 사용될 수 있었기 때문이다. 이 작업은 상고한어 화자에게는 덜 어려웠겠지만, 문자 체계로 인해 파생 형태론이 종종 숨겨져 있기 때문에 쓰여진 텍스트에서는 더 어렵다. 예를 들어, '막다'를 의미하는 동사 *sək과 파생된 명사 '경계'를 의미하는 *səks는 모두 동일한 글자 塞로 쓰였다.
인칭 대명사는 상고한어 텍스트에서 다양한 형태를 보인다. 이는 방언적 차이 때문일 수 있다.
갑골문에는 두 그룹의 1인칭 대명사가 있었다.
- *lja 余, *ljaʔ 予,[f] *ljə 台, 그리고 왕이 자신을 지칭하는 데 사용한 *lrjəmʔ 朕.
- 상나라 전체 사람들을 지칭하는 데 사용된 *ŋa 吾, *ŋajʔ 我, 그리고 *ŋaŋ 卬.

이러한 구별은 후기 텍스트에서는 거의 사라졌고, *l- 형태는 고전기에 사라졌다.
한나라 이후 시대에는 我 (현대 표준 만다린 wǒ)가 일반적인 1인칭 대명사로 사용되었다.
2인칭 대명사로는 *njaʔ 汝, *njəjʔ 爾, *njə 而, 그리고 *njak 若가 있었다.
汝와 爾 형태는 당나라 시대에 북서부 변이형인 你 (현대 만다린 nǐ)로 대체될 때까지 상호 교환적으로 사용되었다.
그러나 일부 민어 방언에서는 2인칭 대명사가 汝에서 파생되었다.
격 구별은 특히 3인칭 대명사에서 두드러졌다.
3인칭 주어 대명사는 없었지만, 원래 원거리 지시사였던 *tjə 之는 고전기에 3인칭 목적어 대명사로 사용되었다.
소유 대명사는 원래 *kjot 厥이었으나, 고전기에 *ɡjə 其로 대체되었다.
한나라 이후 시대에는 其가 일반적인 3인칭 대명사로 사용되었다.
일부 오어 방언에는 남아 있지만, 다른 지역에서는 다양한 형태로 대체되었다.
지시사와 의문 대명사는 있었지만, '무엇인가' 또는 '아무것도 없다'는 의미의 부정 대명사는 없었다.
배분 대명사는 *-k 접미사로 형성되었다.
- *djuj 誰 '누구'에서 파생된 *djuk 孰 '어느 것'
- *kjaʔ 舉 '모두'에서 파생된 *kak 各 '각각'
- *wjəʔ 有 '있다'에서 파생된 *wək 或 '누군가'
- *mja 無 '없다'에서 파생된 *mak 莫 '아무도 ~않다'

현대 언어와 마찬가지로, 위치어(방향, '위', '안' 등)는 명사 뒤에 놓여 상대적인 위치를 나타낼 수 있었다.
또한 동사 앞에 와서 동작의 방향을 나타낼 수도 있었다. 시간을 나타내는 명사(시간어)는 또 다른 특별한 종류였다. 이들은 일반적으로 주어 앞에 와서 동작의 시간을 명시했다. 그러나 현대 중국어의 특징인 분류사는 한나라 시대와 그 이후의 남북조 시대에 와서야 흔해졌다.
상고한어 동사는 현대어와 마찬가지로 시제나 상(aspect)을 나타내지 않았다. 이는 필요하면 부사나 불변화사로 나타낼 수 있었다. 동사는 타동사나 자동사일 수 있었다. 현대어에서와 마찬가지로, 형용사는 특별한 종류의 자동사였으며, 소수의 타동사는 또한 양태 보조 동사나 전치사로 기능할 수 있었다.
부사는 진술의 범위나 다양한 시간적 관계를 설명했다. 여기에는 *p-와 *m-로 시작하는 두 계열의 부정어, 예를 들어 *pjə 不와 *mja 無가 포함되었다. 현대 북부 방언은 첫 번째 계열에서 일반적인 부정어를 파생시키는 반면, 남부 방언은 두 번째 계열을 보존한다. 이 언어에는 고전기 후반까지 정도 부사가 없었다.
불변화사는 다양한 목적을 수행하는 기능어였다. 현대어와 마찬가지로, 명령법과 예/아니오 질문을 나타내는 문장 끝 불변화사가 있었다. 다른 문장 끝 불변화사는 다양한 뉘앙스를 표현했는데, 가장 중요한 것은 정적인 사실을 표현하는 *ljaj 也와 변화를 암시하는 *ɦjəʔ 矣였다. 다른 불변화사로는 종속 표시자 *tjə 之와 명사화 불변화사 *tjaʔ 者 (행위자) 및 *srjaʔ 所 (목적어)가 있었다.
접속사는 명사나 절을 연결할 수 있었다.

### 문장 구조
영어와 현대 중국어와 마찬가지로, 상고한어 문장은 주어(명사구, 때로는 생략됨) 다음에 서술어가 오는 것으로 분석될 수 있으며, 서술어는 명사형 또는 동사형일 수 있었다.
고전 이전 시대에는 명사 서술어가 계합사 불변화사 *wjij 惟 다음에 명사구가 오는 것으로 구성되었다.
부정 계합사 *pjə-wjij 不惟는 갑골문에 증명되어 있으며, 나중에 *pjəj 非로 융합되었다.
고전 시대에는 명사 서술어가 계합사 惟 대신 문장 끝 불변화사 *ljaj 也로 구성되었지만, 非는 부정형으로 유지되었고, 也는 선택적이었다. 한문과 현대 중국어의 계합사 동사 是 (shì)는 한나라 시대부터 사용되었다.
상고한어에서 이 단어는 거의 지시사('이것')에 가까웠다.
현대 중국어와 마찬가지로, 대부분의 티베트버마어파 언어와는 달리, 동사 문장의 기본 어순은 주어-동사-목적어:
강조를 위한 도치를 제외하고 이 규칙에는 두 가지 예외가 있었다. 부정문의 대명사 목적어 또는 의문 대명사 목적어는 동사 앞에 놓였다.
추가적인 명사구는 주어 앞에 놓여 주제 역할을 할 수 있었다. 현대어와 마찬가지로 상고한어는 현장 질문을 사용했는데, 문장 끝 불변화사를 추가하여 예/아니오 질문을 형성하고, 요청된 요소에 의문 대명사를 대체하여 개방형 질문을 형성했다.

### 수식
일반적으로 상고한어의 수식어는 수식하는 단어 앞에 왔다. 따라서 관계절은 명사 앞에 놓였으며, 보통 불변화사 *tjə 之로 표시되었다(현대 중국어의 de 的와 유사한 역할).
이러한 구조의 흔한 예는 형용사 수식이었는데, 상고한어 형용사는 동사의 한 종류였기 때문이지만(현대어에서와 같이), 단음절 형용사 뒤에는 之가 보통 생략되었다.
마찬가지로, 다양한 형태의 부정을 포함하는 부사적 수식어는 보통 동사 앞에 왔다. 현대 언어와 마찬가지로, 시간 부가어는 범위에 따라 문장 시작이나 동사 앞에 왔고, 기간 부가어는 동사 뒤에 놓였다. 도구적 및 장소적 부가어는 보통 동사구 뒤에 놓였다. 이들은 나중에 현대 언어에서처럼 동사 앞으로 이동했다.

## 어휘
상고한어 음운론에 대한 이해가 향상되면서 중국어 단어의 기원(단어가 쓰여진 글자가 아닌)에 대한 연구가 가능해졌다.
대부분의 연구자들은 핵심 어휘를 중국티베트어족 조상 언어에 추적하며, 다른 인접 언어로부터 많은 초기 차용이 있었다고 본다.
전통적인 견해는 상고한어가 고립어였다는 것이다.
언어학자들은 여전히 이 언어가 굴절이 없었다고 믿지만, 단어가 파생 접사, 첩어, 합성어를 통해 형성될 수 있었음이 분명해졌다.

### 차용어
상고한어 시대에 중국 문명은 웨이허 하류와 황하 중류 주변의 좁은 지역에서 동쪽으로 화베이 평원을 거쳐 산둥성까지, 그리고 남쪽으로 장강 계곡까지 확장되었다. 과거 이 지역에 살았고 나중에 중국의 확장에 의해 대체된 비중국어 언어에 대한 기록은 없다.
그러나 이 언어들은 상고한어 어휘에 기여했으며, 여전히 기원이 불분명한 많은 중국어 단어의 출처일 수 있다고 여겨진다.
제리 노먼과 메이 쭈린은 상고한어에서 초기 오스트로아시아어족 차용어를 식별했는데, 이는 아마도 고대 중국인에게 월(Yue)로 알려진 장강 유역 하류의 민족들로부터 온 것일 수 있다. 예를 들어, 장강에 대한 초기 중국어 이름 *kroŋ (江 jiāng)은 나중에 남중국에서 '강'을 뜻하는 일반적인 단어로 확장되었다.
노먼과 메이는 이 단어가 베트남어 sông (*krong에서 유래) 및 몬어 kruŋ '강'과 동계어라고 제안한다.
오드리쿠르(Haudricourt)와 슈트레커(Strecker)는 몽몐어족에서 빌려온 여러 단어를 제안했다. 여기에는 쌀 재배와 관련된 용어가 포함되며, 이는 장강 중류 계곡에서 시작되었다.
- 원시몽몐어 *jaŋA에서 유래한 *ʔjaŋ (秧 yāng) '벼 모종'[133]
- 원시몽몐어 *mblauA에서 유래한 *luʔ (稻 dào) '껍질 벗기지 않은 쌀'[134]

다른 단어들은 중국 지역 남쪽의 언어에서 차용된 것으로 여겨지지만, 어떤 언어가 원본 출처인지는 분명하지 않다.
- *zjaŋʔ (象 xiàng) '코끼리'는 몬어 coiŋ, 원시 타이어 *jaŋC, 버마어 chaŋ과 비교할 수 있다.[135]
- *ke (雞 jī) '닭' 대 원시 타이어 *kəiB, 원시 몽몐어 *kai, 원시 베트남어-무옹어 *r-ka.[136]

고대에 타림 분지는 토하라어를 사용하는 인도유럽어족 화자들이 차지하고 있었는데, 이 언어는 *mjit (蜜 mì) '꿀'의 근원이다. 이는 원시 토하라어 *ḿət(ə) (여기서 *ḿ는 구개음화된 형태; 토하라어 B mit 참조)에서 유래했으며, 영어 mead와 동계어이다.

### 접사
중국 문헌학자들은 오랫동안 관련 의미와 유사한 발음을 가진 단어들을 주목해 왔으며, 때로는 동일한 글자로 쓰이기도 했다.
앙리 마스페로는 이러한 교체의 일부를 파생 접사로 인한 자음 군집으로 설명했다.
이후의 연구는 여러 그러한 접사들을 식별했으며, 그 중 일부는 다른 중국티베트어족 언어에도 동계어가 있는 것으로 보인다.
이 중 일부는 상고한어에서도 여전히 생산적이거나 투명했다.
흔한 경우는 "성조 변화에 의한 파생"으로, 거성(departing tone)의 단어가 다른 성조의 단어에서 파생된 것처럼 보인다.
오드리쿠르(Haudricourt)의 거성 기원 이론이 받아들여진다면, 이러한 성조 파생은 다양한 기능을 가진 파생 접미사 *-s의 결과로 해석될 수 있다.
티베트어가 유사한 접미사를 가지고 있기 때문에, 이는 중국티베트어족에서 유래했을 수 있다.
가장 흔한 기능은 동사의 명사화였다. 다음 예시와 같다.
- *drjon (傳 chuán) '전달하다'와 *drjons (傳 zhuàn) '기록'[149]
- *nup (納 nà) '들여오다'와 *nuts < *nups (內 nèi) '안'[150]
- *tjək (織 zhī) '짜다'와 *tjəks (織 zhì) '비단 천' (티베트어 ʼthag '짜다'와 thags '짠 것, 천'과 비교)[151]

*-s 접미사는 다음 예시와 같이 명사에서 파생된 동사를 형성하기도 했다.
- *kon (冠 guān) '모자'와 *kons (冠 guàn) '모자를 씌우다'[153]
- *ʔjəj (衣 yī) '옷'과 *ʔjəjs (衣 yì) '입다, 옷을 입히다'[154]
- *wjaŋ (王 wáng) '왕'과 *wjaŋs (王 wàng) '왕이 되다'[153]

또 다른 교체는 무성 초성을 가진 타동사와 유성 초성을 가진 피동 또는 상태 동사를 포함한다.
- *kens (見 jiàn) '보다'와 *ɡens (現 xiàn) '나타나다'[156]
- *kraw (交 jiāo) '섞다'와 *ɡraw (殽 yáo) '섞인, 혼란스러운'[157]
- *trjaŋ (張 zhāng) '늘이다'와 *drjaŋ (長 cháng) '긴'[158]

일부 학자들은 무성 초성을 가진 타동사가 기본이며, 유성 초성은 탈타동화 비음 접두사를 반영한다고 주장한다.
다른 학자들은 사역 접두사 *s-가 상태 동사에 추가되어 후속 유성 초음의 무성화를 초래함으로써 타동사가 파생되었다고 제안한다.
두 가설적인 접두사 모두 다른 중국티베트어족 언어에서 유사점을 가지며, 일부 언어에서는 여전히 생산적이다.
여러 다른 접사들도 제안되었다.
파생 접사는 주나라 시대 말기에 생산성을 잃었으며, 그 기능은 보조 동사와 같은 형태로 대체되었다.

### 첩어와 합성어
상고한어 형태소는 원래 단음절이었으나, 서주 시대에 많은 새로운 이음절 단어가 언어에 들어왔다.
고전 시대에는 어휘의 25~30%가 다음절이었지만, 단음절 단어가 더 자주 나타나 텍스트의 80~90%를 차지했다.
이음절 형태소에는 장자 (책)|장자에서 유명한 *ɡa-lep (胡蝶 húdié) '나비'가 포함된다.
많은 이음절 단일형태소 단어, 특히 곤충, 새, 식물의 이름, 그리고 표현적인 형용사와 부사는 다양한 첩어에 의해 형성되었다.
- 완전 첩어(diézì 疊字 '반복된 단어'), 음절이 반복되는 형태, 예: *ʔjuj-ʔjuj (威威 wēiwēi) '높고 웅장한'과 *ljo-ljo (俞俞 yúyú) '행복하고 편안한'.[170]
- 운모 반복 반첩어(diéyùn 疊韻 '반복된 운모'), 운모만 반복되는 형태, 예: *ʔiwʔ-liwʔ (窈窕 yǎotiǎo) '우아하고 아름다운'과 *meŋ-reŋ (螟蛉 mínglíng) '목화벌레'.[170][171] 두 번째 음절의 초성은 종종 *l- 또는 *r-이다.[172]
- 두음 반복 반첩어(shuāngshēng 雙聲 '쌍을 이룬 초성'), 초성이 반복되는 형태, 예: *tsʰrjum-tsʰrjaj (參差 cēncī) '불규칙한, 고르지 않은'과 *ba-bjək (匍匐 púfú) '기어가다'.[170][171]
- 모음 교체, 특히 *-e-와 *-o-의 교체, 예: *tsʰjek-tsʰjok (刺促 qìcù) '바쁜'과 *ɡreʔ-ɡroʔ (邂逅 xièhòu) '느긋하고 행복한'.[173] *-i-와 *-u- 사이의 교체도 발생했다. 예: *pjit-pjut (觱沸 bìfú) '돌진하는 (바람이나 물)'과 *srjit-srjut (蟋蟀 xīshuài) '귀뚜라미'.[174]

더 많은 단어, 특히 명사는 합성어로 형성되었는데, 다음을 포함한다.
- 하나의 명사가 다른 명사에 의해 수식되는 경우(앞에 놓임), 예: *mok-kʷra (木瓜 mùguā) '모과'(문자적으로 '나무-멜론'), *trjuŋ-njit (中日 zhōngrì) '정오'(문자적으로 '중간-날').[175]
- 동사-목적어 합성어, 예: *sjə-mraʔ (司馬 sīmǎ) '가정주인'(문자적으로 '관리하다-말'), *tsak-tsʰrek (作册 zuòcè) '서기관'(문자적으로 '만들다-글').[176]

그러나 합성어의 구성 요소는 의존형태소가 아니었다. 여전히 개별적으로 사용될 수 있었다.
합성어는 다음 한나라 시대에 더욱 생산적이 되었고 오늘날까지 이어지고 있다.
고전기에 여러 이형태 음절이 나타났는데, 이는 단어와 뒤따르는 비강세 불변화사 또는 대명사의 융합으로 인해 발생했다.
따라서 부정어 *pjut 弗와 *mjut 勿는 각각 부정어 *pjə 不와 *mjo 毋가 3인칭 대명사 *tjə 之와 융합된 것으로 간주된다.

## 내용주
1. ↑  재구성된 상고한어 형태는 별표로 표시되며, Baxter (1992)를 따르며, 그의 최근 작업에서 일부 표기법이 변경되었다:
*ə는 *ɨ[6]로, 자음은 IPA 규칙에 따라 표기된다.
2. ↑  표기 "*C-"는 상고한어에서 *r 앞에 자음이 존재했지만, 특정 자음을 식별할 수 없음을 나타낸다.[17]
3. ↑  백스터는 구개음 초성에 대한 그의 재구성을 "희소한 표기 증거에 주로 기반한 특히 잠정적인 것"이라고 설명한다.[67]
4. ↑  여기서 *ə로 표기된 모음은 학자마다 *ɨ, *ə, 또는 *ɯ로 다르게 취급된다.
5. ↑  6모음 체계는 리팡구이가 제안하고 일부 학자들이 여전히 사용하는 시스템을 재분석한 것으로, *i, *u, *ə, *a의 4개 모음과 3개 이중모음으로 구성된다.[73] 리의 이중모음 *ia와 *ua는 각각 *e와 *o에 해당하며, 리의 *iə는 다른 맥락에서 *i 또는 *ə가 된다.[74][75]
6. ↑  후기 독서 전통에서 予 (대명사로 사용될 때)는 余의 표기 변형으로 취급된다. 그러나 시경에서는 予의 대명사 및 동사 용법 모두 거성으로 운율을 이룬다.[89][90]
7. ↑  기욤 자크는 다른, 미확인된 토하라어 형태를 원어로 제안했다.[138] 마이어와 페이로는 최근 전통적인 토하라어 어원론을 옹호했다.[139]
8. ↑  상고한어 시대에 나비를 뜻하는 단어는 胡蝶으로 쓰였다.[167] 이후 수세기 동안, 첫 글자에 '곤충' 부수(虫)가 추가되어 현대의 蝴蝶이 되었다.
9. ↑  모든 예시는 시경에 있다.

### 인용
1. ↑  Norman (1988), 8–12쪽.
2. ↑  Enfield (2005), 186–193쪽.
3. ↑  Norman (1988), 12–13쪽.
4. ↑  Coblin (1986), 35–164쪽.
5. ↑  Norman (1988), 13쪽.
6. ↑  Schuessler (2007), 122쪽.
7. ↑  GSR 58f; Baxter (1992), 208쪽.
8. 1 2 3 4 5 6 7 8 9 10  Hill (2012), 46쪽.
9. ↑  GSR 94j; Baxter (1992), 453쪽.
10. ↑  Hill (2012), 48쪽.
11. ↑  GSR 103a; Baxter (1992), 47쪽.
12. ↑  GSR 564a; Baxter (1992), 317쪽.
13. 1 2  Hill (2012), 8쪽.
14. ↑  GSR 648a; Baxter (1992), 785쪽.
15. 1 2 3 4 5 6  Hill (2012), 27쪽.
16. ↑  GSR 58a; Baxter (1992), 795쪽.
17. ↑  Baxter (1992), 201쪽.
18. ↑  GSR 1032a; Baxter (1992), 774쪽.
19. ↑  GSR 404a; Baxter (1992), 785쪽.
20. 1 2 3 4  Hill (2012), 9쪽.
21. ↑  GSR 826a; Baxter (1992), 777쪽.
22. 1 2  Hill (2012), 12쪽.
23. ↑  GSR 981a; Baxter (1992), 756쪽.
24. 1 2  Hill (2012), 15쪽.
25. ↑  GSR 399e; Baxter (1992), 768쪽.
26. ↑  GSR 79a; Baxter (1992), 209쪽.
27. ↑  GSR 49u; Baxter (1992), 771쪽.
28. ↑  GSR 319d; Baxter (1992), 407쪽.
29. 1 2  Hill (2012), 51쪽.
30. ↑  GSR 1016a; Baxter (1992), 520쪽.
31. ↑  Handel (2008), 422쪽.
32. ↑  Norman (1988), 14쪽.
33. ↑  Handel (2008), 434–436쪽.
34. ↑  Norman (1988), 15–16쪽.
35. ↑  Coblin (1986), 11쪽.
36. ↑  Handel (2008), 425–426쪽.
37. ↑  Schuessler (2007), 58–63쪽.
38. ↑  Gong (1980), 476–479쪽.
39. ↑  Schuessler (2007), 2, 105쪽.
40. ↑  Schuessler (2007), 110–117쪽.
41. 1 2  Norman (1988), 58쪽.
42. ↑  Baxter & Sagart (2014), 50–53쪽.
43. ↑  Boltz (1994), 52–72쪽.
44. ↑  Boltz (1999), 109쪽.
45. 1 2  Wilkinson (2012), 36쪽.
46. ↑  Boltz (1994), 52–57쪽.
47. ↑  Boltz (1994), 59–62쪽.
48. ↑  Boltz (1999), 114–118쪽.
49. 1 2  GSR 403; Boltz (1999), 119쪽.
50. 1 2  GSR 952; Norman (1988), 60쪽.
51. ↑  Boltz (1994), 67–72쪽.
52. ↑  Wilkinson (2012), 36–37쪽.
53. ↑  Boltz (1994), 147–149쪽.
54. ↑  Schuessler (2009), 31–32, 35쪽.
55. ↑  Boltz (1999), 110쪽.
56. ↑  Boltz (1999), 107쪽.
57. ↑  Norman (1988), 61–62쪽.
58. ↑  Boltz (1994), 171–172쪽.
59. ↑  Norman (1988), 62–63쪽.
60. ↑  Sagart (1999), 9쪽.
61. ↑  Sagart (1999), 10쪽.
62. ↑  Baxter & Sagart (2014), 3–4, 30–37쪽.
63. ↑  Schuessler (2009), x쪽.
64. ↑  Li (1974–1975), 237쪽.
65. ↑  Norman (1988), 46쪽.
66. ↑  Baxter (1992), 188–215쪽.
67. ↑  Baxter (1992), 203쪽.
68. ↑  Baxter (1992), 222–232쪽.
69. ↑  Baxter (1992), 235–236쪽.
70. ↑  Schuessler (2007), 95쪽.
71. ↑  Baxter & Sagart (2014), 68–71쪽.
72. ↑  Baxter (1992), 180쪽.
73. ↑  Li (1974–1975), 247쪽.
74. ↑  Baxter (1992), 253–256쪽.
75. ↑  Handel (2003), 556–557쪽.
76. ↑  Baxter (1992), 291쪽.
77. ↑  Baxter (1992), 181–183쪽.
78. ↑  王力 (2010). 《漢語語音史》. 商務印書館. 74쪽.
79. ↑  王力 (2010). 《漢語語音史》. 35쪽.
80. ↑  潘悟雲 (2000). 《漢語歷史音韻學》. 上海教育出版社. 249-260쪽.
81. ↑  鄭張尚芳 (2018). 《上古音系(第二版)》. 上海教育出版社. 73-74쪽.
82. 1 2  Herforth (2003), 59쪽.
83. 1 2  Schuessler (2007), 12쪽.
84. ↑  Norman (1988), 87–88쪽.
85. ↑  Herforth (2003), 60쪽.
86. ↑  Aldridge (2013), 41–42쪽.
87. ↑  Baxter (1992), 136쪽.
88. 1 2  Norman (1988), 89쪽.
89. 1 2 3  Pulleyblank (1996), 76쪽.
90. ↑  Baxter (1992), 805쪽.
91. 1 2 3  Norman (1988), 118쪽.
92. ↑  Pulleyblank (1996), 77쪽.
93. ↑  Norman (1988), 89, 118쪽.
94. ↑  Sagart (1999), 143쪽.
95. 1 2  Aldridge (2013), 43쪽.
96. ↑  Pulleyblank (1996), 79쪽.
97. ↑  Pulleyblank (1996), 80쪽.
98. ↑  Norman (1988), 90–91쪽.
99. 1 2  Norman (1988), 91쪽.
100. ↑  Schuessler (2007), 70, 457쪽.
101. ↑  Norman (1988), 91, 94쪽.
102. ↑  Norman (1988), 115–116쪽.
103. ↑  Norman (1988), 91–94쪽.
104. ↑  Norman (1988), 94쪽.
105. ↑  Norman (1988), 97–98쪽.
106. ↑  Schuessler (2007), 172–173, 518–519쪽.
107. ↑  Norman (1988), 94, 127쪽.
108. ↑  Norman (1988), 94, 98–100, 105–106쪽.
109. ↑  Norman (1988), 94, 106–108쪽.
110. ↑  Pulleyblank (1996), 13–14쪽.
111. ↑  Norman (1988), 95쪽.
112. ↑  Pulleyblank (1996), 22쪽.
113. ↑  Schuessler (2007), 14쪽.
114. ↑  Pulleyblank (1996), 16–18, 22쪽.
115. ↑  Schuessler (2007), 232쪽.
116. ↑  Norman (1988), 125–126쪽.
117. 1 2  Pulleyblank (1996), 14쪽.
118. ↑  Norman (1988), 10–11, 96쪽.
119. ↑  Herforth (2003), 66–67쪽.
120. ↑  Norman (1988), 90–91, 98–99쪽.
121. 1 2  Pulleyblank (1996), 62쪽.
122. ↑  Norman (1988), 104–105쪽.
123. ↑  Norman (1988), 105쪽.
124. ↑  Norman (1988), 103–104쪽.
125. ↑  Norman (1988), 103, 130–131쪽.
126. ↑  Schuessler (2007), xi, 1–5, 7–8쪽.
127. ↑  Baxter & Sagart (1998), 35–36쪽.
128. ↑  Norman (1988), 4, 16–17쪽.
129. ↑  Boltz (1999), 75–76쪽.
130. ↑  Norman & Mei (1976), 280–283쪽.
131. ↑  Norman (1988), 17–18쪽.
132. ↑  Baxter (1992), 573쪽.
133. ↑  Haudricourt & Strecker (1991), 338쪽; Schuessler (2007), 556–557쪽.
134. ↑  Haudricourt & Strecker (1991), 338–339쪽; Baxter (1992), 753쪽; GSR 1078h; Schuessler (2007), 207–208쪽.
135. ↑  Norman (1988), 19쪽; GSR 728a; OC from Baxter (1992), 206쪽.
136. ↑  Schuessler (2007), 292쪽; GSR 876n; OC from Baxter (1992), 578쪽.
137. ↑  Boltz (1999), 87쪽; Schuessler (2007), 383쪽; Baxter (1992), 191쪽; GSR 405r; Proto-Tocharian and Tocharian B forms from Peyrot (2008), 56쪽.
138. ↑  Jacques (2014).
139. ↑  Meier & Peyrot (2017).
140. ↑  Handel (2015), 76쪽.
141. ↑  Sagart (1999), 1쪽.
142. ↑  Maspero (1930), 323–324쪽.
143. ↑  Baxter & Sagart (2014), 53–60쪽.
144. ↑  Schuessler (2007), 14–22쪽.
145. ↑  Schuessler (2007), 17쪽.
146. ↑  Downer (1959), 258–259쪽.
147. ↑  Baxter (1992), 315–317쪽.
148. ↑  Baxter (1992), 315쪽.
149. ↑  GSR 943a'.
150. ↑  GSR 695h,e; Schuessler (2007), 45쪽.
151. ↑  GSR 920f; Baxter (1992), 178쪽; Schuessler (2007), 16쪽.
152. ↑  Baxter (1992), 316쪽.
153. 1 2  GSR 160a.
154. ↑  GSR 550a.
155. ↑  Schuessler (2007), 49쪽.
156. ↑  GSR 241a,e; Baxter (1992), 218쪽.
157. ↑  GSR 1166a, 1167e; Baxter (1992), 801쪽.
158. ↑  GSR 721h,a; Baxter (1992), 324쪽.
159. ↑  Handel (2012), 63–64, 68–69쪽.
160. ↑  Handel (2012), 63–64, 70–71쪽.
161. ↑  Handel (2012), 65–68쪽.
162. ↑  Sun (2014), 638–640쪽.
163. ↑  Baxter & Sagart (1998), 45–64쪽.
164. ↑  Schuessler (2007), 38–50쪽.
165. ↑  Aldridge (2013), 42쪽.
166. ↑  Wilkinson (2012), 22–23쪽.
167. ↑  GSR 49a'.
168. ↑  GSR 633h.
169. ↑  Baxter (1992), 411쪽.
170. 1 2 3 4  Norman (1988), 87쪽.
171. 1 2  Baxter & Sagart (1998), 65쪽.
172. ↑  Schuessler (2007), 24쪽.
173. ↑  Baxter & Sagart (1998), 65–66쪽.
174. ↑  Baxter & Sagart (1998), 66쪽.
175. ↑  Baxter & Sagart (1998), 67쪽.
176. ↑  Baxter & Sagart (1998), 68쪽.
177. ↑  Norman (1988), 86쪽.
178. ↑  Norman (1988), 112–117, 156쪽.
179. ↑  Norman (1988), 85, 98쪽.

### 참고 문헌
- Aldridge, Edith (2013), “Survey of Chinese historical syntax part I: pre-Archaic and Archaic Chinese”, 《Language and Linguistics Compass》 7 (1): 39–57, doi:10.1111/lnc3.12006.
- Baxter, William H. (1992), 《A Handbook of Old Chinese Phonology》, Berlin: Mouton de Gruyter, ISBN 978-3-11-012324-1.
- Baxter, William H.; Sagart, Laurent (1998), 〈Word formation in Old Chinese〉,   Packard, Jerome Lee, 《New approaches to Chinese word formation: morphology, phonology and the lexicon in modern and ancient Chinese》, Berlin: Walter de Gruyter, 35–76쪽, ISBN 978-3-11-015109-1.
- ———; ——— (2014), 《Old Chinese: A New Reconstruction》, Oxford University Press, ISBN 978-0-19-994537-5.
- Behr, Wolfgang (2017), 〈The Language of the Bronze Inscriptions〉,   Shaughnessy, Edward L., 《Imprints of Kinship: Studies of Recently Discovered Bronze Inscriptions from Ancient China》, Chinese University of Hong Kong Press, 9–32쪽.
- Boltz, William (1994), 《The origin and early development of the Chinese writing system》, American Oriental Society, ISBN 978-0-940490-78-9.
- ——— (1999), 〈Language and Writing〉,   Loewe, Michael; Shaughnessy, Edward L., 《The Cambridge History of Ancient China》, Cambridge: Cambridge University Press, 74–123쪽, doi:10.1017/CHOL9780521470308.004, ISBN 978-0-521-47030-8.
- Coblin, W. South (1986), 《A Sinologist's Handlist of Sino-Tibetan Lexical Comparisons》, Monumenta Serica monograph series 18, Steyler Verlag, ISBN 978-3-87787-208-6.
- Downer, G. B. (1959), “Derivation by tone-change in Classical Chinese”, 《Bulletin of the School of Oriental and African Studies》 22 (1/3): 258–290, doi:10.1017/s0041977x00068701, JSTOR 609429, S2CID 122377268.
- Enfield, N. J. (2005), “Areal Linguistics and Mainland Southeast Asia”, 《Annual Review of Anthropology》 34: 181–206, doi:10.1146/annurev.anthro.34.081804.120406, hdl:11858/00-001M-0000-0013-167B-C.
- Gong, Hwang-cherng (1980), “A Comparative Study of the Chinese, Tibetan, and Burmese Vowel Systems”, 《Bulletin of the Institute of History and Philology》 (Academia Sinica) 51 (3): 455–489.
- Matisoff, James (2003), 〈Appendix A: A Concise Introduction to Old Chinese Phonology〉, 《Handbook of Proto-Tibeto-Burman: System and Philosophy of Sino-Tibetan Reconstruction》, Berkeley: University of California Press, 543–576쪽, ISBN 978-0-520-09843-5.
- ——— (2008), “What is Sino-Tibetan? Snapshot of a field and a language family in flux”, 《Language and Linguistics Compass》 2 (3): 422–441, doi:10.1111/j.1749-818x.2008.00061.x.
- ——— (2012), “Valence-changing prefixes and voicing alternation in Old Chinese and Proto-Sino-Tibetan: reconstructing *s- and *N- prefixes”, 《Language and Linguistics》 13 (1): 61–82.
- ——— (2015), 〈Old Chinese Phonology〉,   S-Y. Wang, William; Sun, Chaofen, 《The Oxford Handbook of Chinese Linguistics》, Oxford: Oxford University Press, 68–79쪽, ISBN 978-0-19-985633-6.
- Haudricourt, André G.; Strecker, David (1991), “Hmong–Mien (Miao–Yao) loans in Chinese”, 《T'oung Pao》 77 (4–5): 335–342, doi:10.1163/156853291X00073, JSTOR 4528539.
- Herforth, Derek (2003), 〈A sketch of Late Zhou Chinese grammar〉,   Thurgood, Graham; LaPolla, Randy J., 《The Sino-Tibetan languages》, London: Routledge, 59–71쪽, ISBN 978-0-7007-1129-1.
- Hill, Nathan W. (2012), “The six vowel hypothesis of Old Chinese in comparative context”, 《Bulletin of Chinese Linguistics》 6 (2): 1–69, doi:10.1163/2405478X-90000100.
- Jacques, Guillaume (2014), “The word for 'honey' in Chinese and its relevance for the study of Indo-European and Sino-Tibetan language contact”, 《*Wékwos》 1: 111–116.
- Karlgren, Bernhard (1957), 《Grammata Serica Recensa》, Stockholm: Museum of Far Eastern Antiquities, OCLC 1999753.
- Li, Fang-Kuei (1974–1975), “Studies on Archaic Chinese”, 《Monumenta Serica》 31: 219–287, doi:10.1080/02549948.1974.11731100, JSTOR 40726172.
- Maspero, Henri (1930), “Préfixes et dérivation en chinois archaïque”, 《Mémoires de la Société de Linguistique de Paris》 (프랑스어) 23 (5): 313–327.
- Meier, Kristin; Peyrot, Michaël (2017), “The Word for 'Honey' in Chinese, Tocharian and Sino-Vietnamese”, 《Zeitschrift der Deutschen Morgenländischen Gesellschaft》 167 (1): 7–22, doi:10.13173/zeitdeutmorggese.167.1.0007.
- Norman, Jerry; Mei, Tsu-lin (1976), “The Austroasiatics in Ancient South China: Some Lexical Evidence” (PDF), 《Monumenta Serica》 32: 274–301, doi:10.1080/02549948.1976.11731121, JSTOR 40726203.
- Norman, Jerry (1988), 《Chinese》, Cambridge: Cambridge University Press, ISBN 978-0-521-29653-3.
- Peyrot, Michaël (2008), 《Variation and Change in Tocharian B》, Amsterdam: Rodopoi, ISBN 978-90-420-2401-4.
- Pulleyblank, Edwin G. (1996), 《Outline of Classical Chinese Grammar》, University of British Columbia Press, ISBN 978-0-7748-0541-4.
- Sagart, Laurent (1999), 《The Roots of Old Chinese》, Amsterdam: John Benjamins, ISBN 978-90-272-3690-6.
- Schuessler, Axel (2007), 《ABC Etymological Dictionary of Old Chinese》, Honolulu: University of Hawaii Press, ISBN 978-0-8248-2975-9.
- Schuessler, Axel (2009), 《Minimal Old Chinese and Later Han Chinese: A Companion to Grammata Serica Recensa》, Honolulu: University of Hawaii Press, ISBN 978-0-8248-3264-3.
- Shaughnessy, Edward L. (1997), 〈Western Zhou bronze inscriptions〉,   Shaughnessy, Edward L., 《New Sources of Early Chinese History: An Introduction to the Reading of Inscriptions and Manuscripts》, Society for the Study of Early China and the Institute of East Asian Studies, University of California, 57–84쪽, ISBN 978-1-55729-058-8.
- Sun, Jackson T.-S. (2014), 〈Sino-Tibetan: Rgyalrong〉,   Lieber, Rochelle; Štekauer, Pavol, 《The Oxford Handbook of Derivational Morphology》, Oxford: Oxford University Press, 630–650쪽, ISBN 978-0-19-165177-9.
- Tai, James H-Y.; Chan, Marjorie K.M. (1999), 〈Some reflections on the periodization of the Chinese language〉 (PDF),   Peyraube, Alain; Sun, 《In Honor of Mei Tsu-Lin: Studies on Chinese Historical Syntax and Morphology》, Paris: Ecole des Hautes Etudes en Sciences Sociales, 223–239쪽, ISBN 978-2-910216-02-3, 2021년 8월 30일에 원본 문서 (PDF)에서 보존된 문서.
- Wilkinson, Endymion (2012), 《Chinese History: A New Manual》, Harvard University Press, ISBN 978-0-674-06715-8.

## 더 읽어보기
- Dobson, W.A.C.H. (1959), 《Late Archaic Chinese: A Grammatical Study》, Toronto: University of Toronto Press, OCLC 652140776.
- ——— (1962), 《Early Archaic Chinese: A Descriptive Grammar》, Toronto: University of Toronto Press, OCLC 186653632.
- Jacques, Guillaume (2016), 〈The Genetic Position of Chinese〉,   Sybesma, Rint; Behr, Wolfgang; Gu, Yueguo; Handel, Zev; Huang, C.-T. James; Myers, James, 《Encyclopedia of Chinese Languages and Linguistics》, BRILL, ISBN 978-90-04-18643-9.